# Baths of Aphrodite
Baths of Aphrodite, řecky Λουτρά της Αφροδίτης (Loutra tis Aphrodhitis) a česky lze přeložit jako Afroditiny koupele, je pramen, malá jeskyně, malý vodopád a malé jezírko nedaleko pobřeží Středozemního moře v Neo Chorio na poloostrově Akamas v distriktu Pafos v Kyperské republice.

## Popis místa
Baths of Aphrodite je populární cíl turistických výletů a nachází se v botanické zahradě Baths of Aphrodite Botanical Garden. Pod starým fíkovníkem se nachází krátká přírodní jeskyně. Voda stéká po skalní stěně a kořenech stromů a tvoří vodopád a tůň. Místo je celoročně volně přístupné, avšak vstup do vody a na kořeny stromů je zakázán. Hloubka jezírka je cca 1 m a nachází se v nadmořské výšce 55 m. Nedaleko od místa začínají turistické trasy Afrodite Nature Trail, Adonis Nature Trail a také zde vede Evropská dálková trasa E4.

## Legenda
Podle mýtů se sem chodila koupat řecká bohyně lásky a krásy Afrodité. Údajně zde potkala svého milence prince Adónise, který se zde zastavil na lovu. Chtěl se z pramene napít, jakmile Afrodité spatřil, zamiloval se do ní.

## Další informace
Název Afroditiny koupele poprvé zmiňuje Athineos (170–230 po Kr.), který také uvádí, že se zde Afrodité koupala a spala se svým mužem bohem Héfaistem.

## Galerie

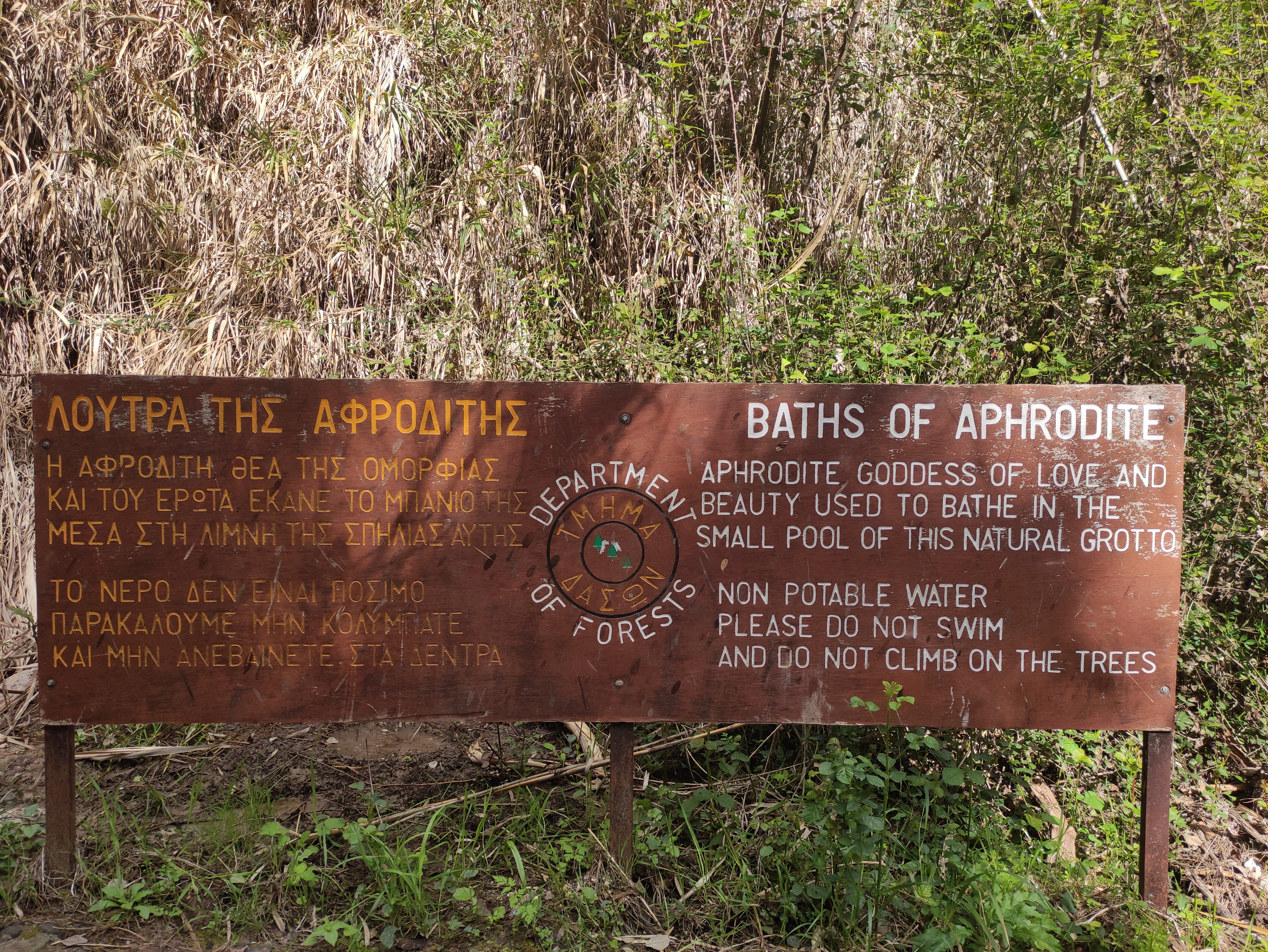
Informační panel na místě
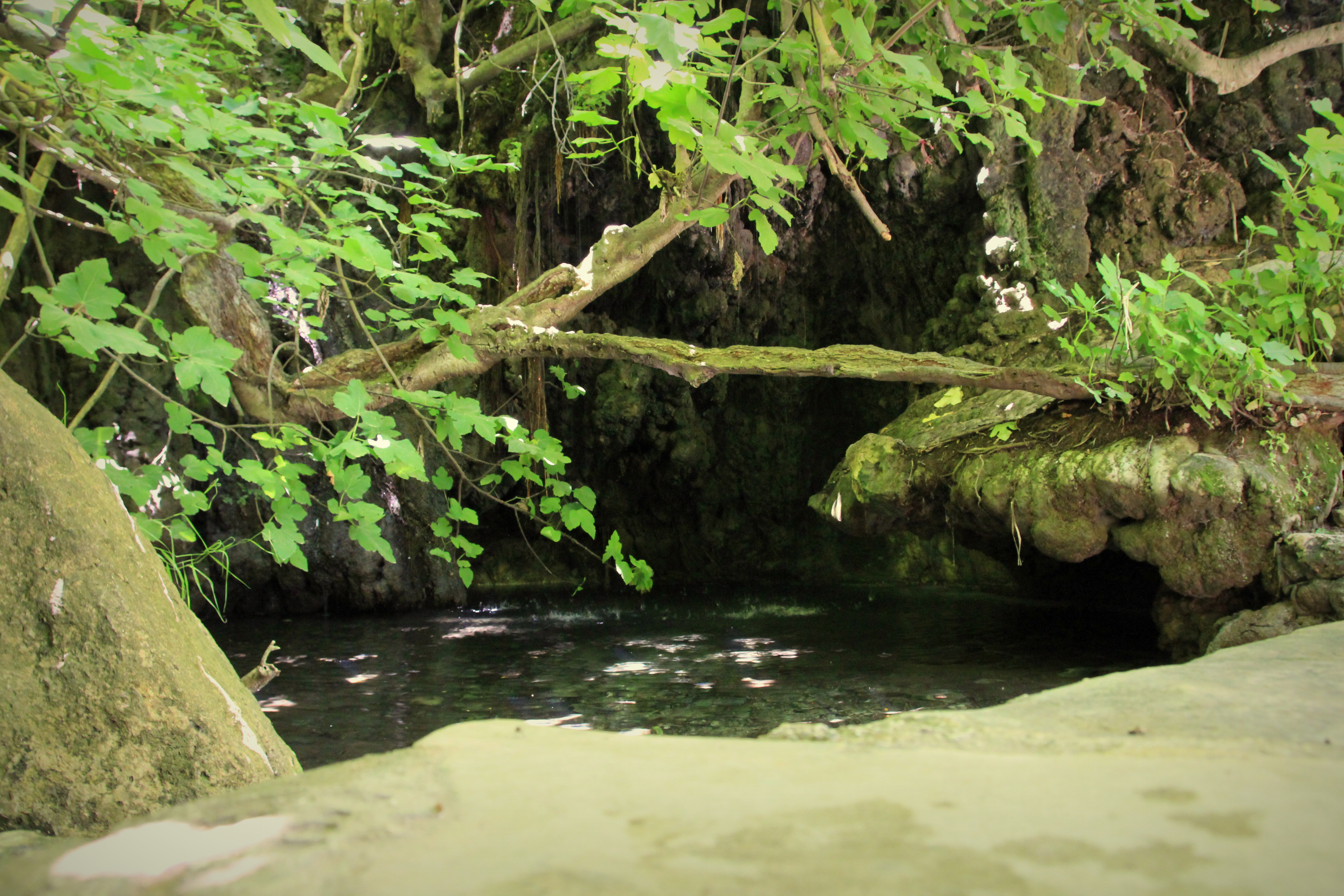
červen 2011
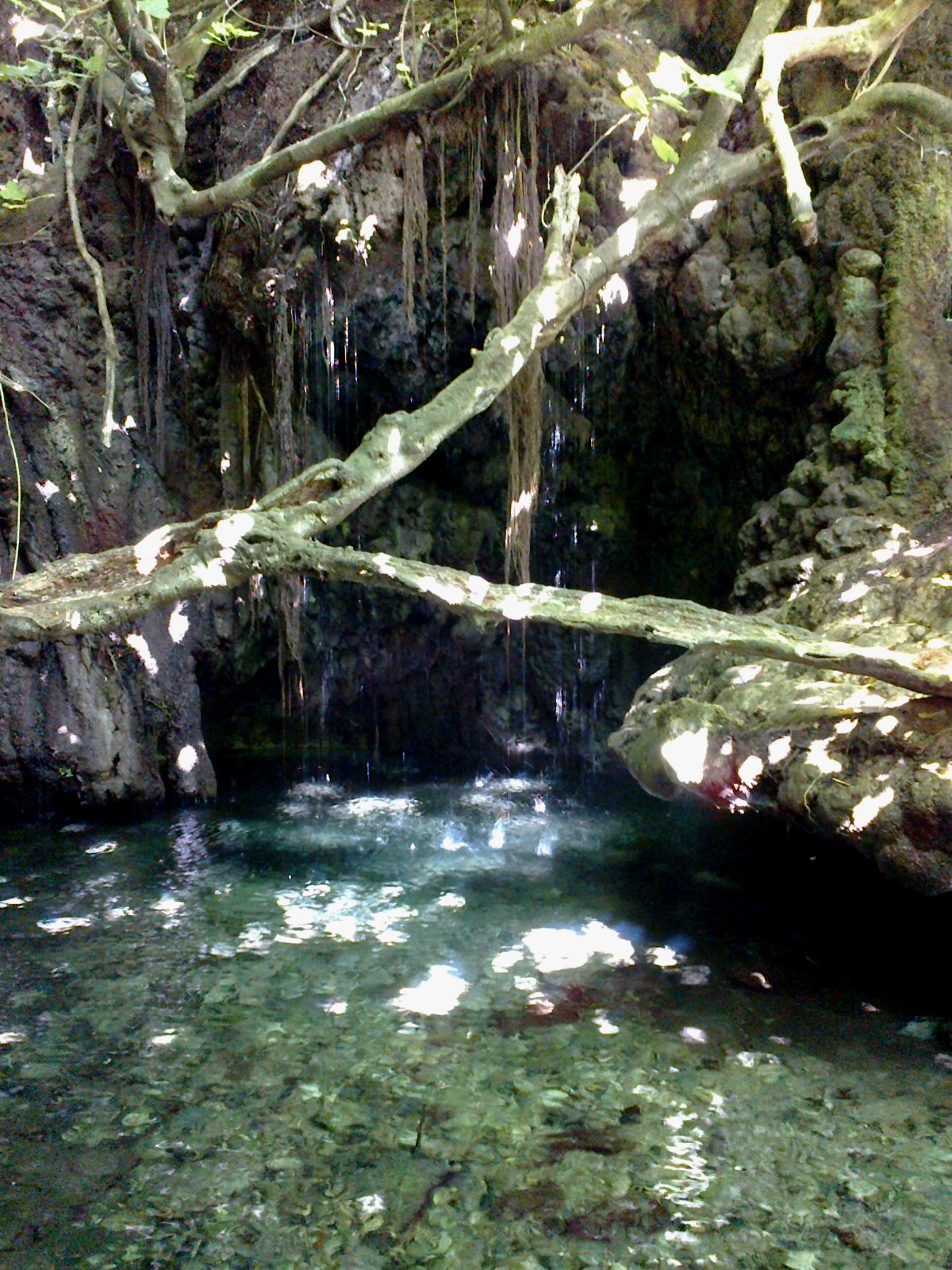
červen 2014